# Tales From Wyoming
Tales From Wyoming es el sexto álbum de Teenage Bottlerocket, lanzado en 2015 por Rise Records.
El disco obtuvo muy buenas críticas debido a la sencillez y efectividad de las canciones presentes en el trabajo. Es el primer trabajo que la banda lanza al mercado con una nueva discográfica, Rise Records, tras la marcha de Fat Wreck Chords. Se lanzaron tres sencillos antes del lanzamiento definitivo: Nothing Else Matters (When I'm With You), Haunted House y They Call Me Steve, este último resultó ser el más exitoso de todos. Vendió en una semana más de 5000 copias, lo cual lo convierte en un gran éxito de ventas. Aunque en el disco predomina el pop punk, también se dan pinceladas de hardcore punk en canciones como "I Wanna Die" o "Cockroach Strikes Again".

## Recepción
La web dyingscene.com, especializada en el género punk le otorgó una nota de 4 puntos sobre 5. La crítica decía que "no se puede esperar un sonido diferente al de los otros discos pero aquí es todo más profesional y mucho más efectivo. Los temas melódicos son pegadizos y los que te vuelven loco, pueden destrozarte la cabeza". El crítico musical Peter Sanfilippo lo calificó de forma positiva y dijo que "es de agradecer que bandas como Teenage Bottlerocket no cambien su estilo para vender más como han hecho bandas como NOFX o Iced Earth". Por otro lado, alabó canciones como "They Call Me Steve" o "Dead Saturday". 

## Singles y éxito comercial
La primera canción en publicarse fue "Nothing Else Matters (When I'm With You)" que es una especie de homenaje a la legendaria banda Metallica. El segundo single fue "Haunted House", que rememora en forma de canción los clásicos del cine de terror de Vincent Price. Por último, se lanzó "They Call Me Steve" que se centra en un personaje del videojuego Minecraft que se enamora de otro avatar. 
En apenas un mes, se reservaron más de 1500 copias del trabajo, lo cual es una cifra bastante alta si lo comparamos con otros trabajos. Se colocó en el puesto número 4 de la lista Billboard en la categoría de "Heatseekers", el puesto 10 en la categoría "Mejores Álbumes de Hard Rock" y el 22 en "Álbumes Independientes".

## Lista de canciones
Toda la música compuesta por Teenage Bottlerocket. 
| N.º | Título                                     | Duración |  |
| 1.  | «In My Head»                               | 1:52     |  |
| 2.  | «I Found the One»                          | 2:33     |  |
| 3.  | «Nothing Else Matters (When I'm With You)» | 3:33     |  |
| 4.  | «They Call Me Steve»                       | 2:39     |  |
| 5.  | «Dead Saturday»                            | 2:52     |  |
| 6.  | «Cockroach Strikes Again»                  | 4:01     |  |
| 7.  | «Been Too Long»                            | 3:31     |  |
| 8.  | «Too Much La Collina»                      | 2:10     |  |
| 9.  | «Can't Quit You»                           | 2:40     |  |
| 10. | «Haunted House»                            | 2:52     |  |
| 11. | «Bullshit»                                 | 1:32     |  |
| 12. | «I Wanna Die»                              | 1:56     |  |
| 13. | «TV Set»                                   | 2:26     |  |
| 14. | «First Time»                               | 3:36     |  |

## Personal
- Kody Templeman - Vocalista, guitarra
- Ray Carlisle - Vocalista, guitarra
- Miguel Chan - Bajo, coros
- Brandon Carlisle - Batería

## Producción
- Bill Stevenson, Andrew Berlin - productores
- Andrew Berlin - Mezcla
- Dawn Wilson - Arte

- Datos: Q19844322